# Klimaugurk
De klimaugurk, ook wel bekend onder de namen schijnaugurk, chocoladerank en klimbes (Akebia quinata), is een klimplant uit de familie Lardizabalaceae. De wetenschappelijke naam Akebia komt van de Japanse lokale naam 'akebi'; de soortaanduiding quinata betekent 'verdeeld in vijf' en verwijst vermoedelijk naar de gelobde bladeren.

## Beschrijving
Akebia quinata wordt 10 m of meer hoog en heeft samengestelde bladeren met vijf blaadjes. De bloemen zijn geclusterd in trossen en hebben een chocoladegeur, met drie of vier kelkblaadjes. De vruchten zijn worstvormige peulen. Deze bevatten een zoete, zachte pulp. Ze worden voornamelijk in Japan gegeten als seizoensgebonden delicatesse. De schil, met een licht bittere smaak, wordt gebruikt als groente, bijvoorbeeld gevuld met gehakt en gefrituurd. De ranken worden traditioneel gebruikt voor het mandenvlechten. 
De soort komt van oorsprong voor Japan, China en Korea. In Nederland en België wordt hij gebruikt als tuinplant. De klimaugurk geeft een  voorkeur aan zandgronden met een goede afwatering.

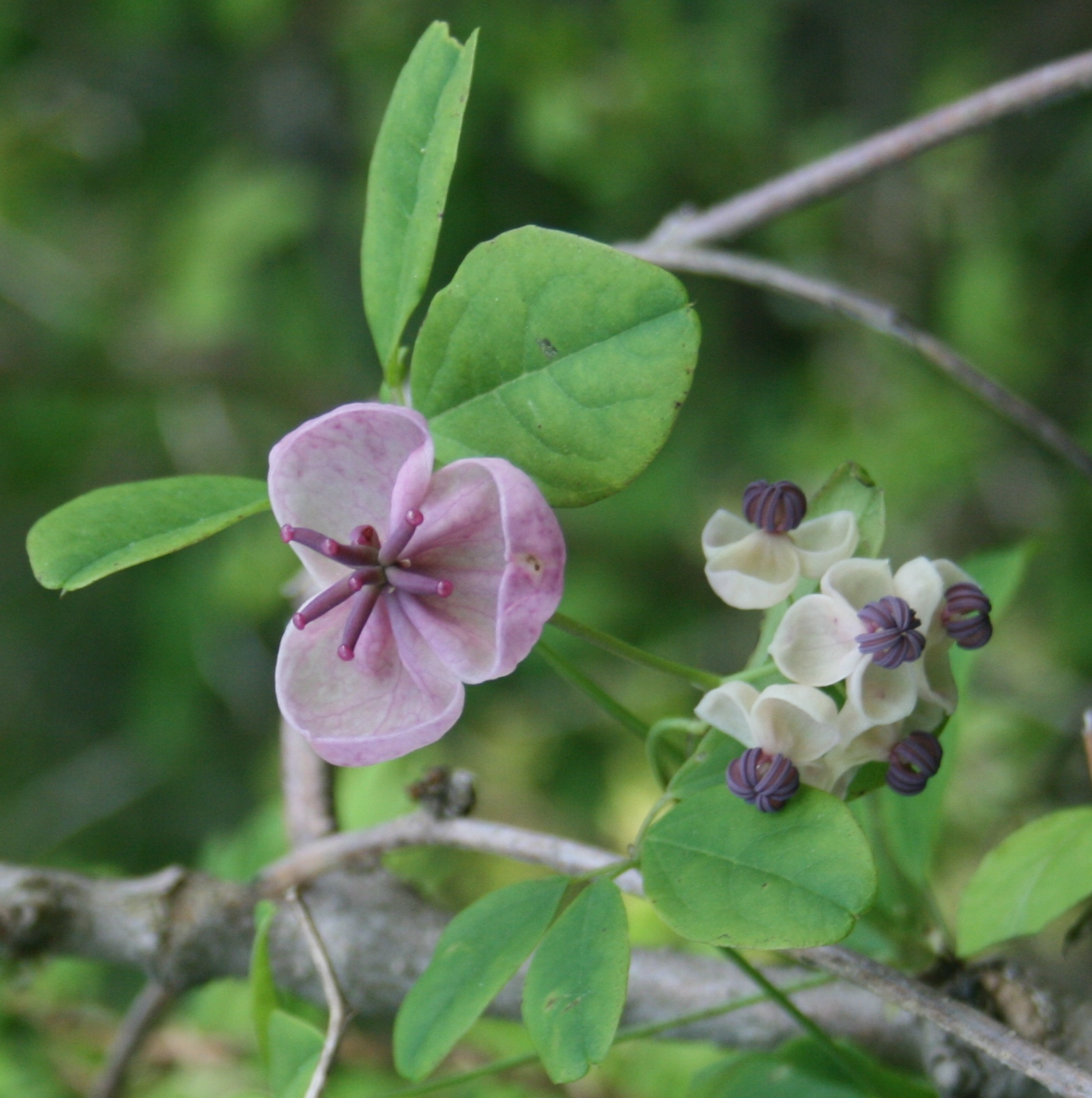
Vrouwelijke bloem en vijf mannelijke bloemen
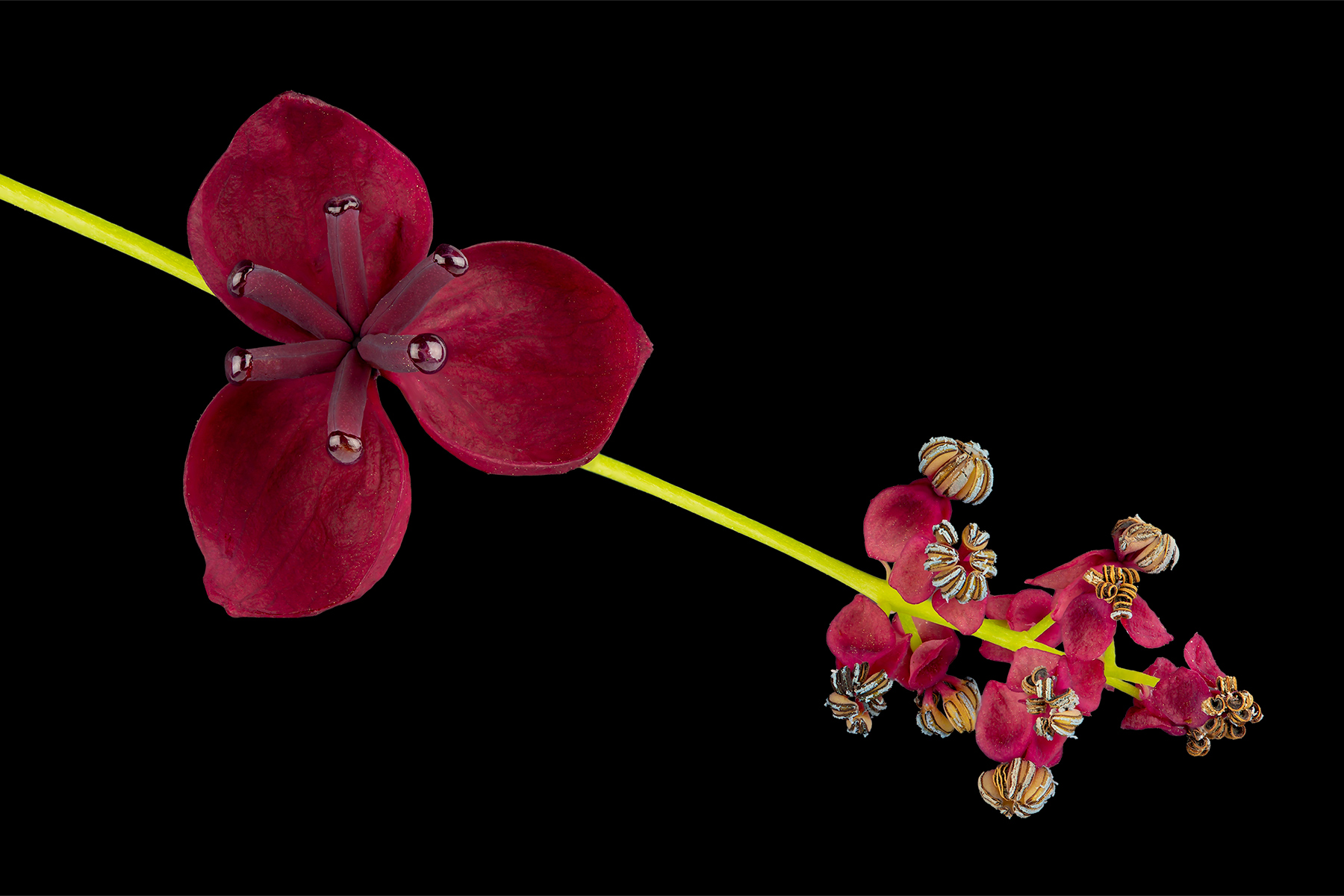
Mannelijke en vrouwelijke bloemen
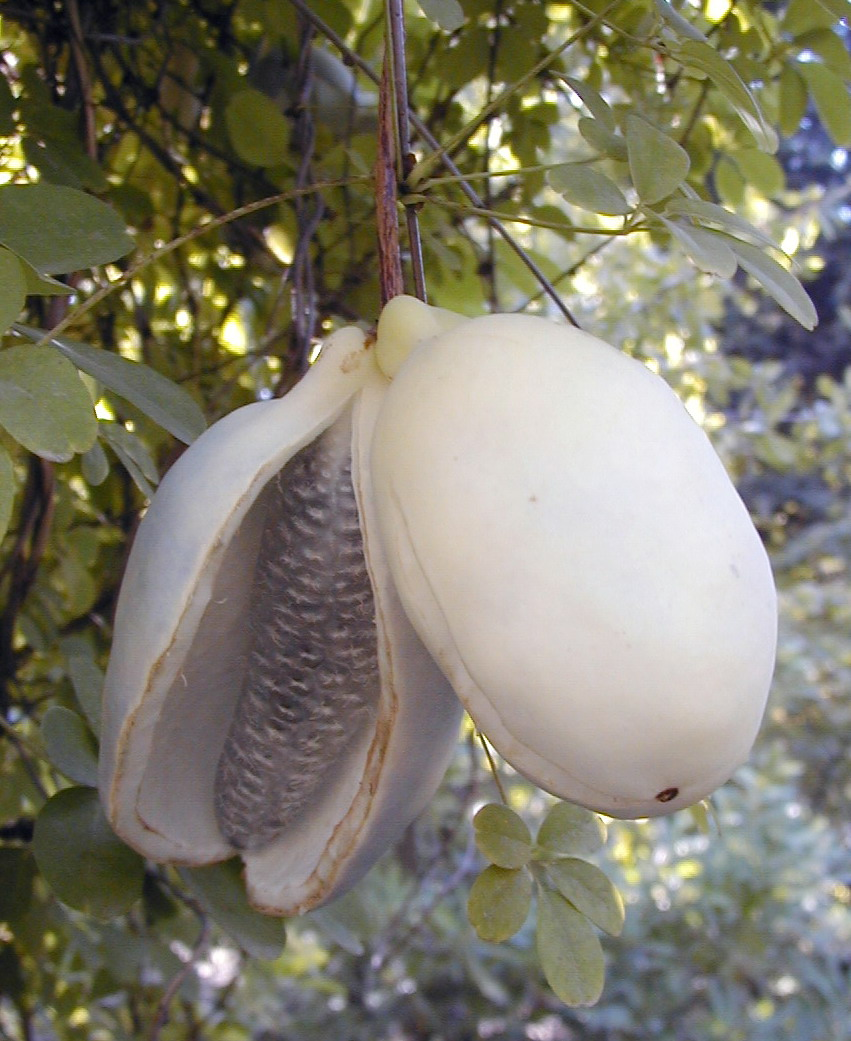
Vrucht
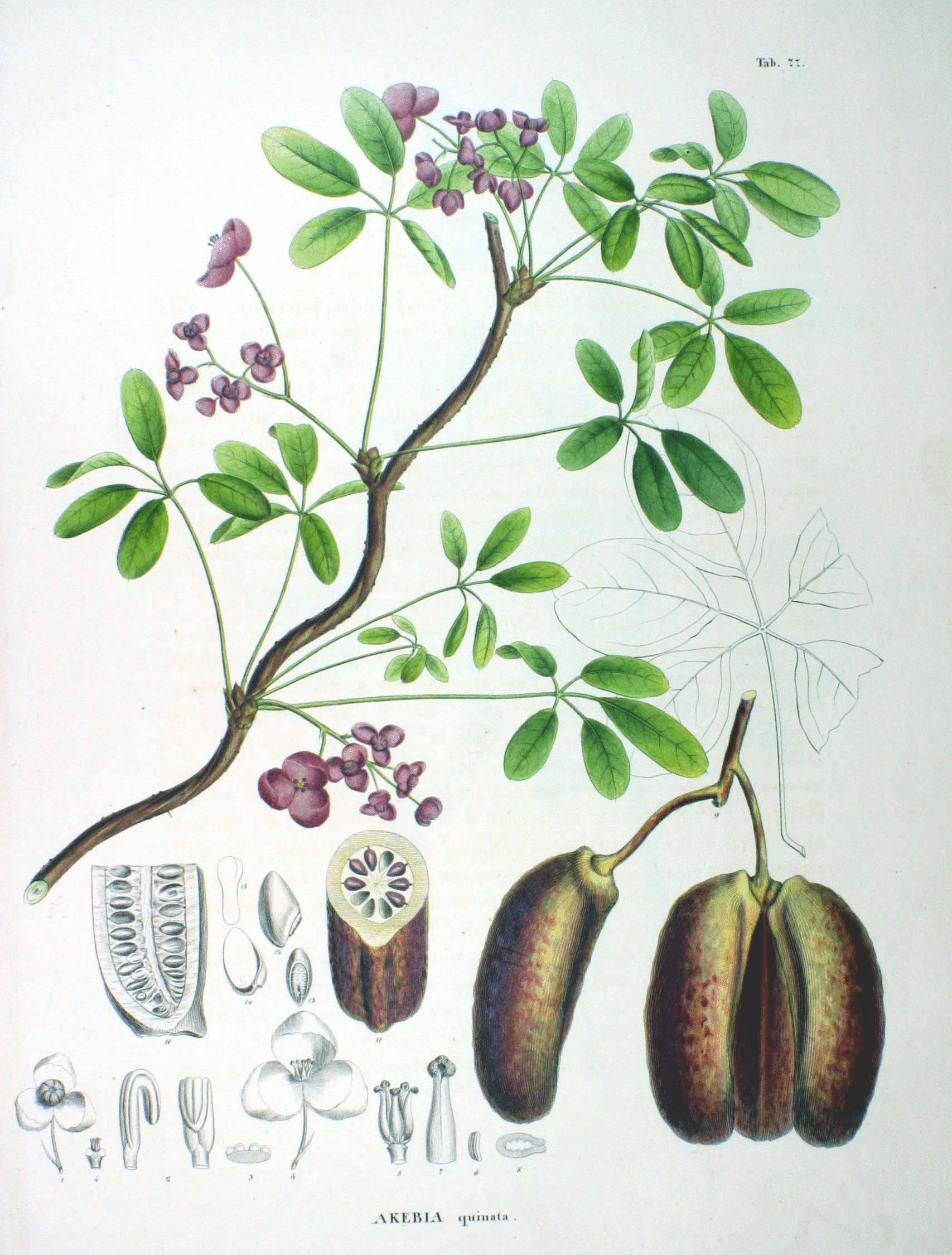
Schets